# Ben Chilwell
Benjamin „Ben” James Chilwell  (ur. 21 grudnia 1996 w Milton Keynes, Anglia) – angielski piłkarz występujący na pozycji obrońcy w angielskim klubie Crystal Palace, do którego jest wypożyczony z Chelsea oraz w reprezentacji Anglii. Wychowanek Leicester City.